# The Amateur (2025)
The Amateur ist ein US-amerikanischer Spielfilm aus dem Jahr 2025 mit Rami Malek, Laurence Fishburne und Rachel Brosnahan. Der Thriller entstand unter der Regie von James Hawes nach einem Drehbuch von Ken Nolan und Gary Spinelli, das auf dem gleichnamigen Roman von Robert Littell basiert. Das Buch wurde zuvor 1981 unter dem Titel Der zweite Mann von Charles Jarrott mit John Savage verfilmt.

## Handlung
Der CIA-Kryptologe Charlie Heller restauriert eine alte Cessna als Geschenk seiner Frau Sarah, die auf Geschäftsreise nach London ist. In der CIA-Abteilung für Entschlüsselung und Analyse freundet sich Charlie mit dem Außendienstmitarbeiter Jackson O’Brien (Codename „The Bear“) und einer anonymen Quelle (Codename „Inquiline“) an. Geheime Akten von Inquiline enthüllen, dass Alex Moore, Direktor des Special Activities Center und Charlies Chef, politisch motivierte Drohnenangriffe als Selbstmordattentate getarnt hat. Charlie wird daraufhin zu CIA-Direktorin Samantha O’Brien gebracht, die ihm mitteilt, dass Sarah bei einem Terroranschlag getötet wurde.
Der trauernde Charlie präsentiert bald seine eigenen Erkenntnisse. Nach einem gescheiterten Waffendeal nahmen die vier Angreifer Sarah und andere als Geiseln und töteten sie, bevor sie entkamen.  Charlie identifiziert die Verdächtigen – den weißrussischen Kriminellen Mishka Blazhic, den südafrikanischen Ex-Spezialeinheiten-Agenten Ellish, die ehemalige armenische Geheimdienstoffizierin Gretchen Frank und den schwer fassbaren Drahtzieher Horst Schiller, Sarahs Mörder – doch Moore und sein Stellvertreter Caleb Horowitz bestehen darauf, Schillers gesamtes Netzwerk auszuschalten. Entschlossen, Sarah zu rächen, konfrontiert Charlie Moore mit seinen belastenden Befehlen, die Hunderte von Opfern unter der Zivilbevölkerung und den Verbündeten forderten. Charlie droht, die Informationen durchsickern zu lassen und verlangt die Ressourcen und das missionsspezifische Training auf „The Farm“, um die vier Angreifer persönlich zu jagen.
Der schussscheue Charlie wird zur Ausbildung bei Colonel Robert Henderson nach Camp Peary geschickt. Er ist ein hervorragender Bombenbauer, doch Henderson erklärt, er sei schlicht nicht fähig zu töten. Bei der Durchsuchung von Charlies Haus und Büro entdecken Moore und Caleb eine CD, die er in der Jukebox einer Bar versteckt hatte. Doch ihnen wird klar, dass er geblufft hat.  Henderson erhält den Auftrag, Charlie zu eliminieren, der die Akten, die er in Moores Büro hinterlassen hat, verwanzt hat und das Land bereits verlassen hat.
Charlie spürt Gretchen in Paris auf und folgt einer Anleitung zum Schlösserknacken, um in ihre Wohnung einzubrechen. Er entdeckt Gretchens Termin in einer Allergieklinik und nimmt eine Waffe, kann sich aber nicht dazu durchringen, sie zu erschießen. Von Erinnerungen an Sarah heimgesucht, sperrt er Gretchen in der Allergieklinik in eine Unterdruckkammer, die er mit Pollen füllt. Charlie verlangt Schillers Aufenthaltsort zu erfahren, will Gretchen aber nicht sterben lassen und lässt sie frei. Gretchen flieht auf die Straße und wird tödlich von einem Lieferwagen erfasst.
Charlie nimmt Gretchens Handy und flieht nach Marseille, wo Henderson ihn in einer Bar festnimmt. Er löst jedoch eine Explosion im Badezimmer aus und entkommt. Er bittet Inquiline um Hilfe und wird nach Istanbul geschmuggelt, wo Inquiline sich als Davies zu erkennen gibt, die russische Witwe eines ermordeten Ex-KGB-Offiziers, die dessen Platz als Charlies Quelle eingenommen hat. Sie verfolgen Blazhic in einem Luxushotel in Madrid. Unterdessen erfährt Samantha, dass Moore Henderson auf Charlie angesetzt hat. Da sie ihrem Untergebenen misstraut, setzt sie ihren eigenen Agenten ein, um Charlie zu beschützen.
In Madrid stellt Charlie Blazhic beim Schwimmen im Pool auf dem Hoteldach. Er hat eine Tauchausrüstung manipuliert, um die Luft zwischen den Glasscheiben des Pools zu dekomprimieren. Als Blazhic sich weigert zu kooperieren, zerschmettert Charlie die Scheibe und Blazhic stürzt in den Tod. Charlie wird beinahe von Henderson gefasst, der wiederum von Samanthas Agenten angegriffen wird.  Im Kampf wird Henderson angeschossen, tötet aber den Agenten, und Charlie entkommt. Caleb erkennt, dass Charlie mit jemandem kommuniziert, und spürt Davies auf. Er kontaktiert den russischen KGB-Stationsleiter, woraufhin ein russisches FSB-Einsatzteam nach Istanbul entsandt wird. Davies wird getötet, als sie mit Charlie flieht.
Charlie spürt Ellish in Rumänien auf, unter dem Vorwand, ihm Raketen zu verkaufen, und stellt ihm mit einem improvisierten Sprengsatz eine Falle. Er zwingt ihn zu verraten, dass Schiller von einem Schiff in der Ostsee aus operiert. Er nimmt Ellishs Handy und lässt ihn in der Explosion sterben. Charlie trifft in Primorsk ein, um Schillers Operation auszuspionieren. Der Bär stellt ihn zur Rede, doch Charlie weigert sich, seinen Rachefeldzug zu beenden.
Charlie wird gefangen genommen und an Bord von Schillers Schiff gebracht, wo er Sarahs Mörder von Angesicht zu Angesicht gegenübersteht. Schiller bietet ihm eine geladene Waffe und die Chance auf Rache an.  Stattdessen enthüllt Charlie, dass er das Schiff gehackt und in den Finnischen Meerbusen gesteuert hat, wo Schiller und seine Handlanger von der finnischen Marine und Interpol festgenommen wird. Moore und Caleb werden wegen ihrer nicht genehmigten Operationen verhaftet und Samantha verkündet, dass die Agentur ihre schwarzen Schafe aussortiert hat. Nach einem Überraschungsbesuch des genesenen Henderson beendet Charlie die Restaurierung seines Flugzeugs und fliegt damit.

## Besetzung und Synchronisation
Die deutschsprachige Synchronisation übernahm die Interopa Film. Dialogregie führte Antonia Ganz, die auch das Dialogbuch schrieb.
| Rolle                           | Darsteller         | Synchronsprecher       |
| ------------------------------- | ------------------ | ---------------------- |
| Charles „Charlie“ Heller        | Rami Malek         | Bastian Sierich        |
| Ali Park                        | Alice Hewkin       | Magdalena Höfner       |
| Caleb Horowitz                  | Danny Sapani       | Peter Sura             |
| CIA Deputy Direktor Alex Moore  | Holt McCallany     | Torsten Münchow        |
| CIA Direktorin Samantha O'Brien | Julianne Nicholson | Anna Dramski           |
| Col. Robert Henderson „Hendo“   | Laurence Fishburne | Tom Vogt               |
| Ellish                          | Joseph Millson     | Florian Halm           |
| Gretchen Frank                  | Barbara Probst     | Jessica Walther-Gabory |
| Inquiline Davies                | Caitríona Balfe    | Katharina Spiering     |
| Jackson O'Brien „The Bear“      | Jon Bernthal       | Martin Kautz           |
| Mishka Blazhic                  | Marc Rissmann      | Marc Rissmann          |
| Sarah Horowitz                  | Rachel Brosnahan   | Johanna von Gutzeit    |
| Sean Schiller                   | Michael Stuhlbarg  | Axel Malzacher         |

## Produktion und Hintergrund
Der Film wurde von Hutch Parker Entertainment produziert, als Produzenten fungierten Joel B. Michaels, Hutch Parker und Dan Wilson. Den Vertrieb übernahm 20th Century Studios.
Dreharbeiten fanden im Juni 2023 in London statt, außerdem wurde in Frankreich und der Türkei gedreht. In den USA erhielt der Film ein PG-13-Rating.
Die Kamera führte Martin Ruhe, die Musik schrieb Volker Bertelmann, die Montage verantwortete Jonathan Amos. Das Szenenbild gestaltete Maria Djurkovic und das Kostümbild Suzie Harman.

## Veröffentlichung
Europapremiere war am 31. März 2025 am Londoner Leicester Square. In Deutschland und Österreich kam der Film am 10. April 2025 in die Kinos.
Am 11. Juli 2025 erschien der Film auf Blu-ray und DVD. Am 17. Juli 2025 wurde der Film in das Angebot von Disney+ aufgenommen.

## Musik
Die Musik zum Film schrieb Volker Bertelmann.
1. In the Sky
2. The Amateur Opening
3. Decryption
4. CCTV Footage
5. Heller’s Waltz
6. Missing Sarah
7. Training & Searching
8. Bugging a CIA Officer Is Treason
9. Ouvrez La Porte
10. Club Chase
11. To Turkey
12. Enjoy That Pasta
13. Stalking Gretchen
14. Too Big of a Stench
15. Where to Find Horst Schiller
16. Henderson Is Headed Your Way
17. What’s Wrong
18. Backdoor Exit
19. Mourning
20. Nadezhda
21. Those Operations
22. Were Illegal Finnish Waters

## Rezeption
Yannick Vollweiler vergab auf film-rezensionen.de sechs von zehn Punkten. Der Film sei ein solider Spionagethriller, der gelegentlich neue Ideen finde und ein vernachlässigtes Genre zurück ins Kino bringe. Fehlende charakterliche Tiefe und eine flache Handlung ohne Mut zum Risiko führten jedoch dazu, dass der Film letztlich viel Potenzial ungenutzt lasse.
Christoph Petersen bewertete den Film auf filmstarts.de mit drei von fünf Sternen. Dieser liefere gradlinigen Agenten-Thrill mit aufregender Prämisse und spannendem Protagonisten, nur am Ende gebe es dann lediglich ein laues Lüftchen statt des erwarteten großen Sturms.